# Edward Arthur Fath
Edward Arthur Fath (23. srpna 1880, Rheinbischofsheim – 26. ledna 1959) byl americký astronomický pozorovatel, jenž učinil významné objevy v astronomii.

## Životopis
Narodil se v Rheinbischofsheimu (Bádensko-Württembersko) v Německu 23. srpna 1880. Studoval na Wilton College v Iowě a absolvoval Carleton College v roce 1902. Absolvoval 1 rok postgraduálního studia na University of Illinois pod vedením Joela Stebbinsanda v roce 1906. Oženil se s Rosinou Kiehlbauchovou, která zemřela roku 1939. Druhou jeho ženou byla Olivie M. Hawverová.
Fath společně s Vestem Slipherem poprvé zjistili Seyfertovu galaxii v roce 1908, když na Lickově observatoři sledovali spektra astronomických objektů tehdy nazývaných „spirální mlhoviny“, tedy vlastně spirální galaxie. Fath a Slipher objevili ve spektru galaxie Messier 77 (M77) šest jasných emisních čar, což bylo překvapivé, protože většina podobných objektů měla absorpční spektrum podobné hvězdám.
Zemřel v Tacomě (Washington) ve Spojených státech 26. ledna 1959.

## Objevy
- spirální mlhoviny mají spektra jako hvězdokupy
- několik spirálních mlhovin má široké emisní čáry
- spektrum zodiakálního světla je spektrum odraženého slunečního světla
- existuje třída pulzujících proměnných s více než jednou pulzující periodou na hvězdu

## Dílo
Podle zdroje:
- The Study of Nebula publikováno 1. ledna 2014 v The Astronomical Journal.
- Elements of Astronomy publikováno 1926 (první vydání)
- Through the Telescope publikováno 1936